# Sainte-Foi
Pour les articles homonymes, voir Sainte Foi.
Sainte-Foi (Santa Fe en occitan languedocien) est une commune française située dans le département de l'Ariège, en région Occitanie. Sur le plan historique et culturel, la commune fait partie du pays d'Olmes, haut lieu de la tragédie cathare alliant des paysages d'une extrême diversité.
Exposée à un climat océanique altéré, elle est drainée par divers petits cours d'eau. La commune possède un patrimoine naturel remarquable composé de deux zones naturelles d'intérêt écologique, faunistique et floristique.
Sainte-Foi est une commune rurale qui compte 30 habitants en 2022, après avoir connu un pic de population de 113 habitants en 1881. Ses habitants sont appelés les Fidésiens ou Fidésiennes.
Le patrimoine architectural de la commune comprend un immeuble protégé au titre des monuments historiques : la chapelle, inscrite en 1995.

## Géographie

### Localisation
La commune de Sainte-Foi se trouve dans le département de l'Ariège, en région Occitanie.
Elle se situe à 31 km à vol d'oiseau de Foix, préfecture du département, à 25 km de Pamiers, sous-préfecture, et à 6 km de Mirepoix, bureau centralisateur du canton de Mirepoix dont dépend la commune depuis 2015 pour les élections départementales.
La commune fait en outre partie du bassin de vie de Mirepoix.
Les communes les plus proches sont : 
Plavilla (2,0 km), Saint-Gaudéric (2,6 km), Malegoude (2,7 km), Saint-Julien-de-Briola (4,1 km), Cazals-des-Baylès (5,3 km), Mirepoix (5,6 km), Seignalens (5,6 km), Ribouisse (6,1 km).
Sur le plan historique et culturel, Sainte-Foi fait partie du pays d'Olmes, haut lieu de la tragédie cathare alliant des paysages d'une extrême diversité.
Sainte-Foi est limitrophe de quatre autres communes dont deux dans le département de l'Aude.
Les communes limitrophes sont Malegoude, Mirepoix, Plavilla et Saint-Gaudéric.
|          | Plavilla (Aude) |                       |
| Mirepoix | Sainte-Foi      | Saint-Gaudéric (Aude) |
|          | Malegoude       |                       |

Petite commune du piémont pyrénéen située au nord-est de Mirepoix dans la Piège en Pays des Pyrénées cathares, elle est limitrophe avec le département de l'Aude.

### Géologie et relief
La commune est située dans le Bassin aquitain, le deuxième plus grand bassin sédimentaire de la France après le Bassin parisien. Les terrains affleurants sur le territoire communal sont constitués de roches sédimentaires datant du Cénozoïque, l'ère géologique la plus récente sur l'échelle des temps géologiques, débutant il y a 66 millions d'années. La structure détaillée des couches affleurantes est décrite dans la feuille « n°1058 - Mirepoix » de la carte géologique harmonisée au 1/50 000ème du département de l'Ariège, et sa notice associée.
La superficie cadastrale de la commune publiée par l’Insee, qui sert de références dans toutes les statistiques, est de 2,41 km2,. La superficie géographique, issue de la BD Topo, composante du Référentiel à grande échelle produit par l'IGN, est quant à elle de 2,47 km2.  L'altitude du territoire varie entre 337 m et 451 m.

### Hydrographie

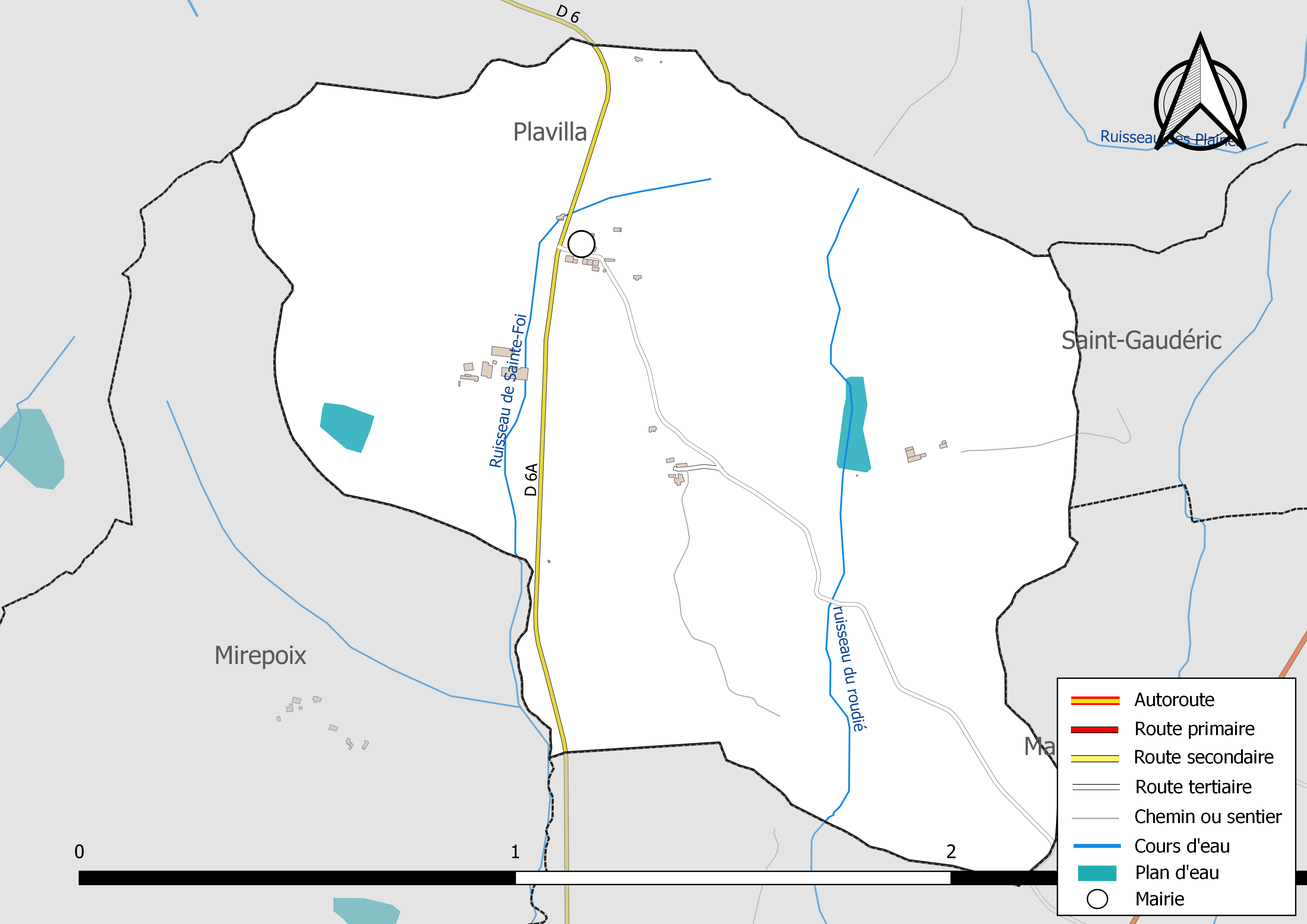
Réseaux hydrographique et routier de Sainte-Foi.

La commune est dans le bassin versant de la Garonne, au sein du bassin hydrographique Adour-Garonne. Elle est drainée par le ruisseau de Sainte-Foi, le ruisseau du roudié, constituant un réseau hydrographique de 3 km de longueur totale,.

### Climat
Pour des articles plus généraux, voir Climat de l'Occitanie et Climat de l'Ariège.
En 2010, le climat de la commune est de type climat méditerranéen altéré, selon une étude s'appuyant sur une série de données couvrant la période 1971-2000. En 2020, Météo-France publie une typologie des climats de la France métropolitaine dans laquelle la commune est dans une zone de transition entre le climat océanique altéré et le climat de montagne et est dans la région climatique Sud-ouest du bassin Parisien, caractérisée par une faible pluviométrie, notamment au printemps (120 à 150 mm) et un hiver froid (3,5 °C).
Pour la période 1971-2000, la température annuelle moyenne est de 12,5 °C, avec une amplitude thermique annuelle de 15,5 °C. Le cumul annuel moyen de précipitations est de 852 mm, avec 10,3 jours de précipitations en janvier et 5,8 jours en juillet. Pour la période 1991-2020, la température moyenne annuelle observée sur la station météorologique la plus proche, située sur la commune de Fanjeaux à 11 km à vol d'oiseau, est de 14,3 °C et le cumul annuel moyen de précipitations est de 625,0 mm,. Pour l'avenir, les paramètres climatiques de la commune estimés pour 2050 selon différents scénarios d'émission de gaz à effet de serre sont consultables sur un site dédié publié par Météo-France en novembre 2022.

### Milieux naturels et biodiversité
L’inventaire des zones naturelles d'intérêt écologique, faunistique et floristique (ZNIEFF) a pour objectif de réaliser une couverture des zones les plus intéressantes sur le plan écologique, essentiellement dans la perspective d’améliorer la connaissance du patrimoine naturel national et de fournir aux différents décideurs un outil d’aide à la prise en compte de l’environnement dans l’aménagement du territoire.
Une ZNIEFF de type 1 est recensée sur la commune :
les « coteaux du Nord-Mirapicien » (1 893 ha), couvrant 8 communes dont 4 dans l'Ariège et 4 dans l'Aude et une ZNIEFF de type 2, : 
l'« ensemble de coteaux au nord du Pays de Mirepoix » (9 691 ha), couvrant 17 communes dont 10 dans l'Ariège et 7 dans l'Aude.

Carte des ZNIEFF de type 1 et 2 à Sainte-Foi.
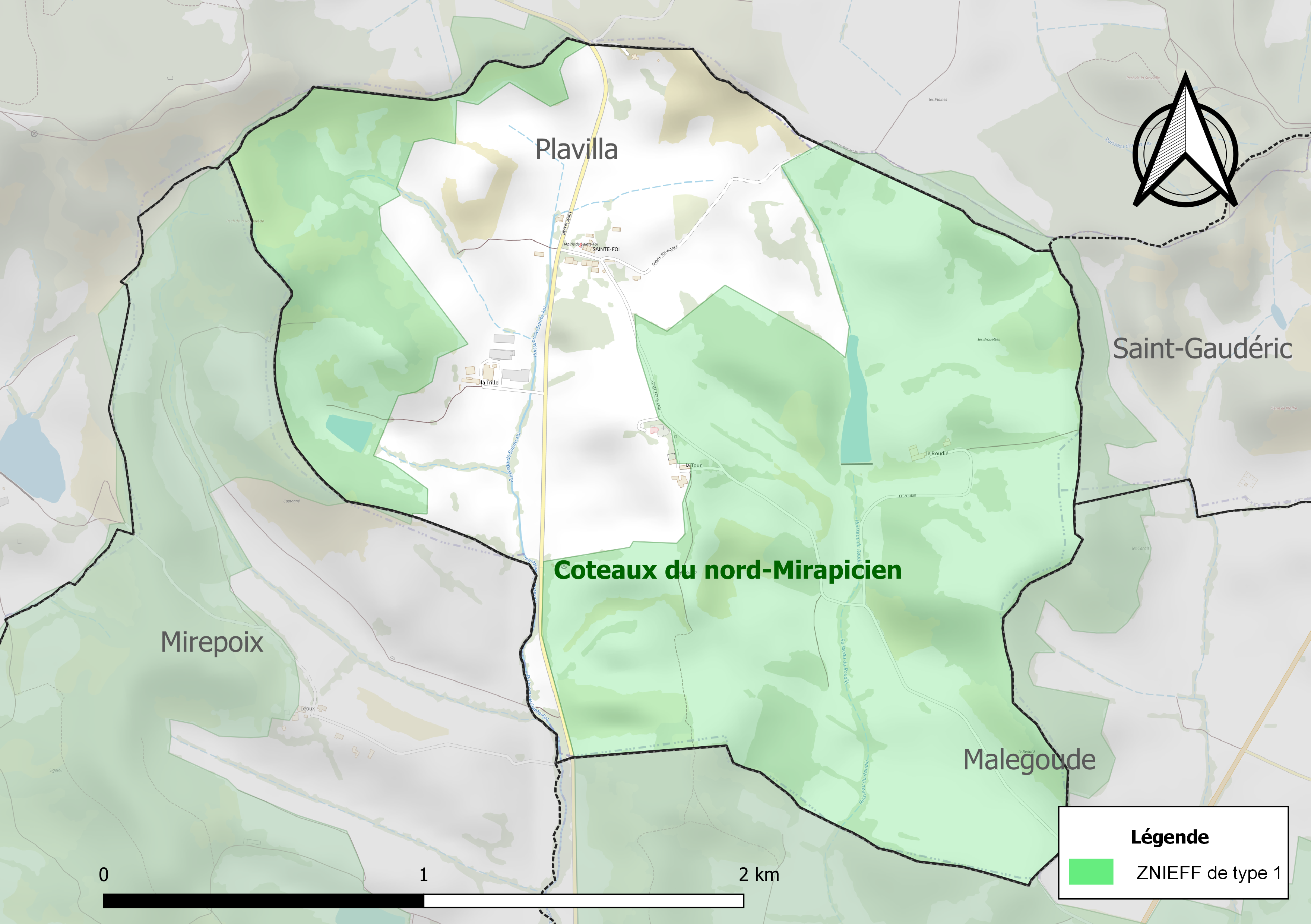
Carte de la ZNIEFF de type 1 sur la commune.
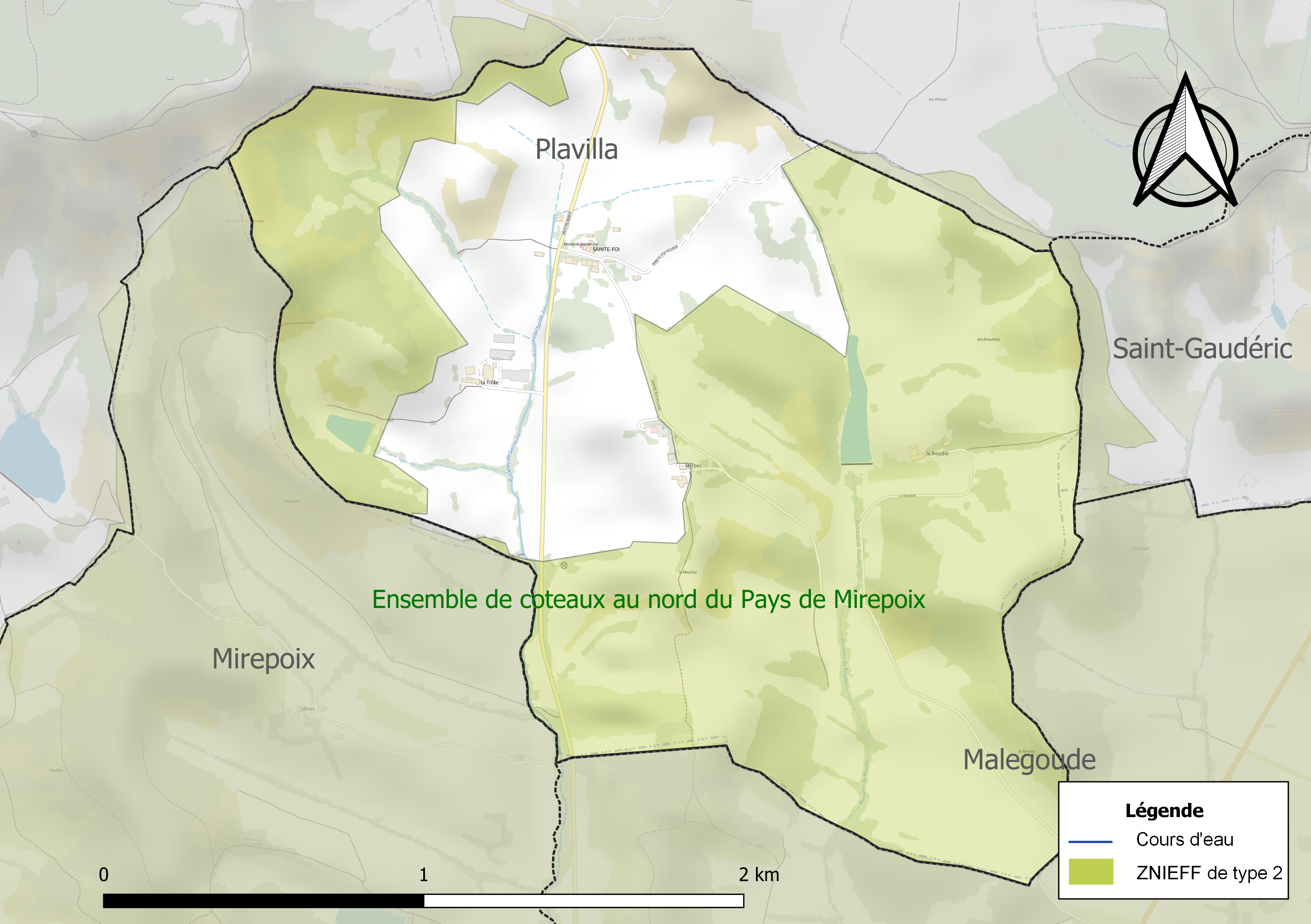
Carte de la ZNIEFF de type 2 sur la commune.

## Urbanisme

### Typologie
Au 1er janvier 2024, Sainte-Foi est catégorisée commune rurale à habitat très dispersé, selon la nouvelle grille communale de densité à 7 niveaux définie par l'Insee en 2022.
Elle est située hors unité urbaine et hors attraction des villes,.

### Occupation des sols
L'occupation des sols de la commune, telle qu'elle ressort de la base de données européenne d’occupation biophysique des sols Corine Land Cover (CLC), est marquée par l'importance des territoires agricoles (95,7 % en 2018), en augmentation par rapport à 1990 (93,8 %). La répartition détaillée en 2018 est la suivante : 
zones agricoles hétérogènes (76,9 %), prairies (18,8 %), forêts (4,3 %). L'évolution de l’occupation des sols de la commune et de ses infrastructures peut être observée sur les différentes représentations cartographiques du territoire : la carte de Cassini (XVIIIe siècle), la carte d'état-major (1820-1866) et les cartes ou photos aériennes de l'IGN pour la période actuelle (1950 à aujourd'hui).

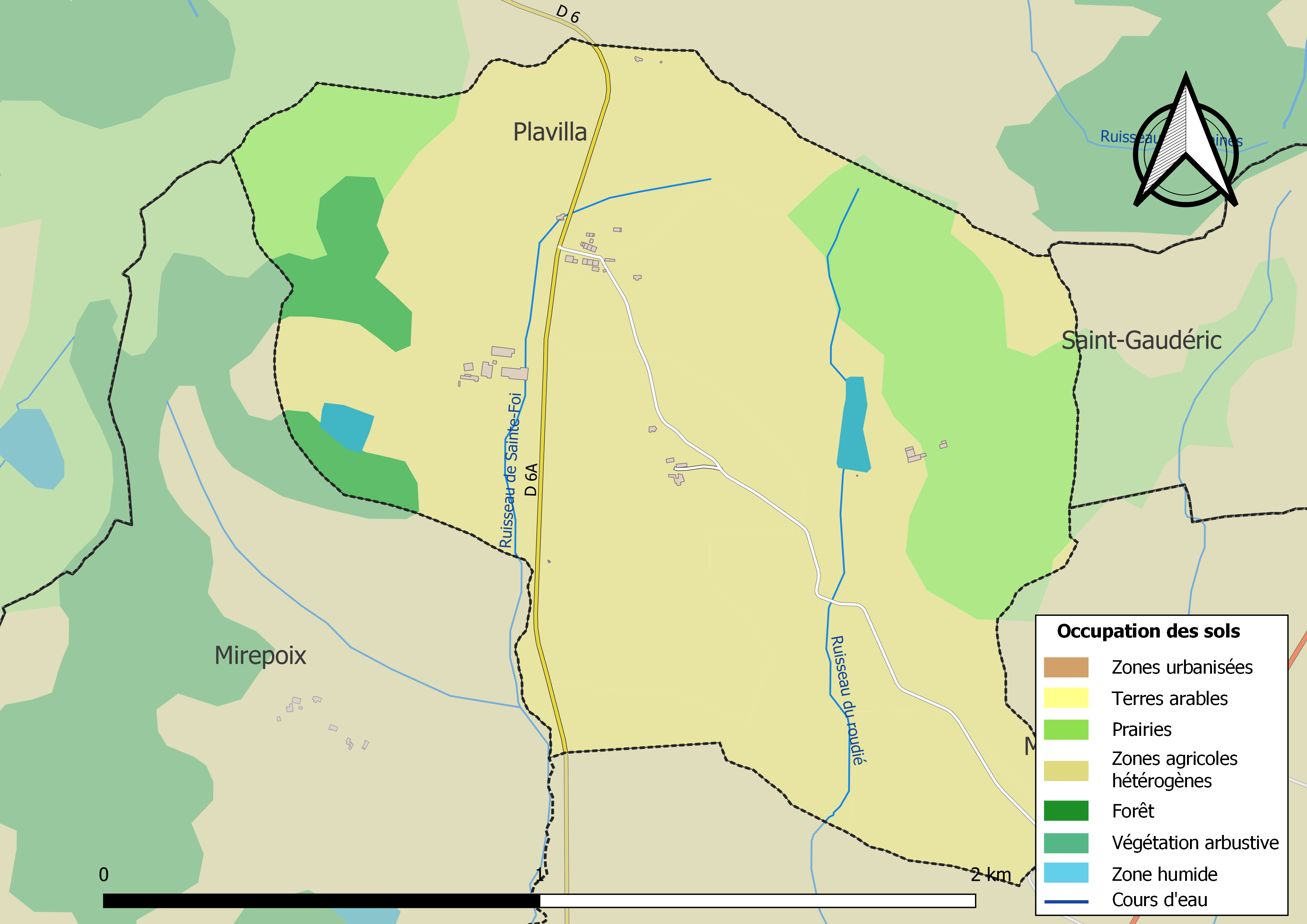
Carte des infrastructures et de l'occupation des sols de la commune en 2018 (CLC).

### Habitat et logement
En 2018, le nombre total de logements dans la commune était de 16, alors qu'il était de 16 en 2013 et de 15 en 2008.
Parmi ces logements, 68,8 % étaient des résidences principales, 31,3 % des résidences secondaires et 0 % des logements vacants. Ces logements étaient pour 100 % d'entre eux des maisons individuelles et pour 0 % des appartements.
Le tableau ci-dessous présente la typologie des logements à Sainte-Foi en 2018 en comparaison avec celle de l'Ariège et de la France entière. Une caractéristique marquante du parc de logements est ainsi une proportion de résidences secondaires et logements occasionnels (31,3 %) supérieure à celle du département (24,6 %) et à celle de la France entière (9,7 %). Concernant le statut d'occupation de ces logements, 63,6 % des habitants de la commune sont propriétaires de leur logement (70 % en 2013), contre 66,3 % pour l'Ariège et 57,5 % pour la France entière.
| Typologie                                               | Sainte-Foi | Ariège | France entière |
| ------------------------------------------------------- | ---------- | ------ | -------------- |
| Résidences principales (en %)                           | 68,8       | 65,7   | 82,1           |
| Résidences secondaires et logements occasionnels (en %) | 31,3       | 24,6   | 9,7            |
| Logements vacants (en %)                                | 0          | 9,7    | 8,2            |

### Voies de communication et transports
Accès avec les routes départementales D 119 et D 6A.

### Risques majeurs

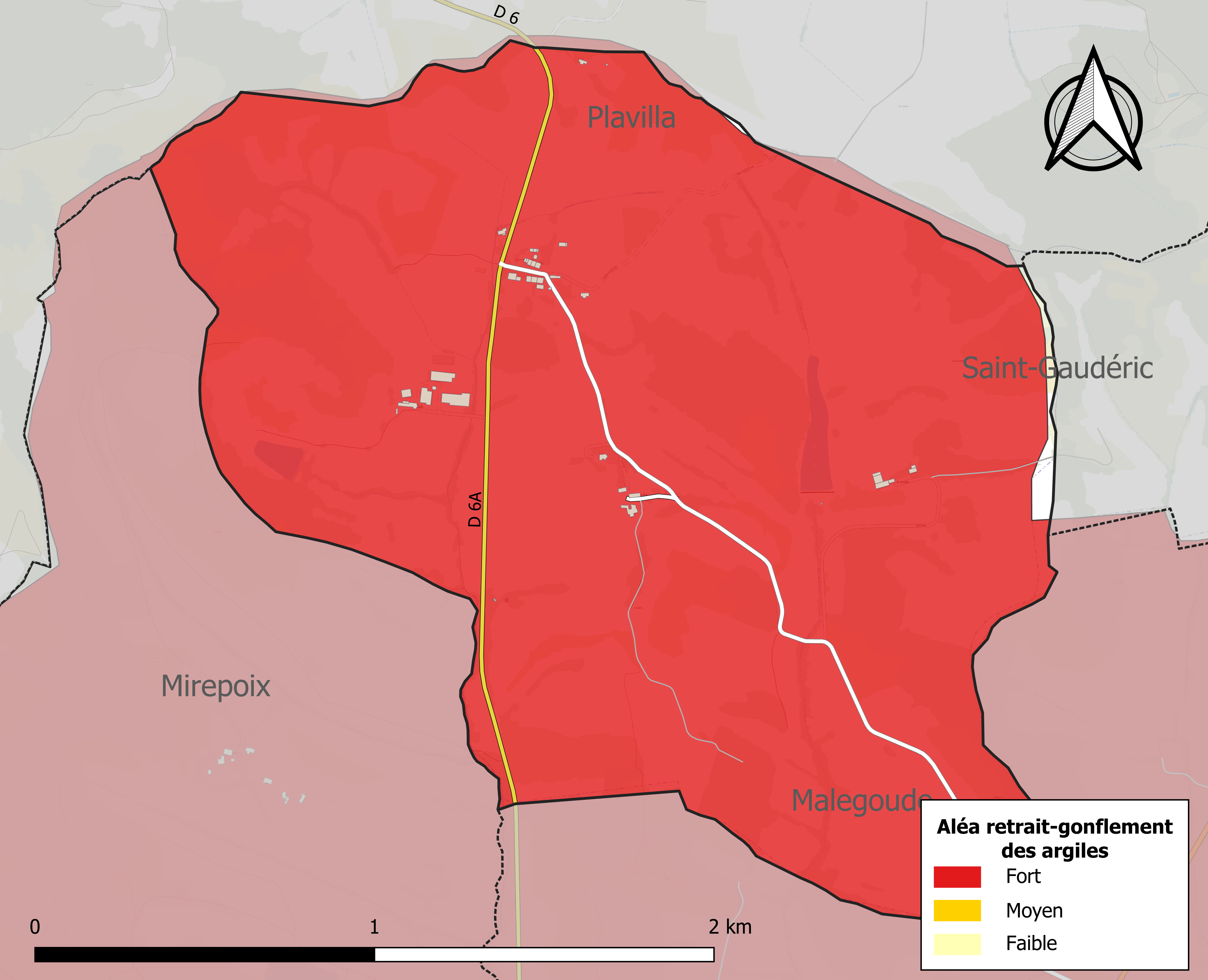
Zonage de l'aléa retrait-gonflement des argiles sur la commune de Sainte-Foi.

Le territoire de la commune de Sainte-Foi est vulnérable à différents aléas naturels : inondations, climatiques (grand froid ou canicule), feux de forêts, mouvements de terrains et séisme (sismicité faible),.
Certaines parties du territoire communal sont susceptibles d’être affectées par le risque d’inondation par débordement d'un cours d'eau, ou ruissellement d'un versant.
Les mouvements de terrains susceptibles de se produire sur la commune sont soit des glissements de terrains soit des mouvements liés au retrait-gonflement des argiles. Près de 50 % de la superficie du département est concernée par l'aléa retrait-gonflement des argiles, dont la commune de Sainte-Foi. L'inventaire national des cavités souterraines permet par ailleurs de localiser celles situées sur la commune.

## Histoire
L'histoire du village de Sainte-Foi est indissociable des deux édifices médiévaux présents sur la commune. D'une part, l'église paroissiale au vocable de Sainte-Foi semble remonter à l'âge d'or de l'art roman (fin du XIe, début du XIIe siècle) et, d'autre part, le « château » (qui en réalité est une maison forte), fut construit sous la domination des Lévis entre les années 1250 et 1325. Les relations qui durent avoir lieu entre ces deux centres de vie médiévale sont à préciser, qui plus est quand l'absence de chapelle castrale au sein de la maison forte est constatée.
La mention de 1207 (« eclesia sancta fidis ») visant à délimiter la coseigneurie de Mirepoix avant la croisade contre les Albigeois nous interroge sur la présence d'un tel vocable (Sainte-Foi) dans une région si éloignée des terres martyriales de la sainte agenaise et du Rouergue où l'abbatiale Sainte-Foy de Conques connut une grande ferveur. Une bulle du pape Innocent III nous révèle cependant que l'église de Sainte-Foi en Ariège est bien possession de l'abbaye rouergate en 1123.

## Politique et administration

### Découpage territorial
La commune de Sainte-Foi est membre de la communauté de communes du Pays de Mirepoix, un établissement public de coopération intercommunale (EPCI) à fiscalité propre créé le 31 décembre 2013 dont le siège est à Mirepoix. Ce dernier est par ailleurs membre d'autres groupements intercommunaux.
Sur le plan administratif, elle est rattachée à l'arrondissement de Pamiers, au département de l'Ariège, en tant que circonscription administrative de l'État, et à la région Occitanie.
Sur le plan électoral, elle dépend du canton de Mirepoix pour l'élection des conseillers départementaux, depuis le redécoupage cantonal de 2014 entré en vigueur en 2015, et de la deuxième circonscription de l'Ariège  pour les élections législatives, depuis le redécoupage électoral de 1986.

### Administration municipale
Le nombre d'habitants au recensement de 2011 étant compris entre 0 et 99, le nombre de membres du conseil municipal pour l'élection de 2014 est de sept,.

### Liste des maires
| Période                                  | Période  | Identité        | Étiquette | Qualité |
| ---------------------------------------- | -------- | --------------- | --------- | ------- |
| 1977                                     | 2014     | Maurice Labadie |           |         |
| 2014                                     | En cours | Daniel Gaillard |           |         |
| Les données manquantes sont à compléter. |          |                 |           |         |

## Population et société

### Démographie
L'évolution du nombre d'habitants est connue à travers les recensements de la population effectués dans la commune depuis 1793. Pour les communes de moins de 10 000 habitants, une enquête de recensement portant sur toute la population est réalisée tous les cinq ans, les populations de référence des années intermédiaires étant quant à elles estimées par interpolation ou extrapolation. Pour la commune, le premier recensement exhaustif entrant dans le cadre du nouveau dispositif a été réalisé en 2008.

En 2022, la commune comptait 30 habitants, en évolution de +20 % par rapport à 2016 (Ariège : +1,48 %, France hors Mayotte : +2,11 %).
| 1793 | 1800 | 1806 | 1821 | 1831 | 1836 | 1841 | 1846 | 1851 |
| ---- | ---- | ---- | ---- | ---- | ---- | ---- | ---- | ---- |
| 60   | 80   | 61   | 46   | 71   | 76   | 74   | 70   | 66   |

| 1856 | 1861 | 1866 | 1872 | 1876 | 1881 | 1886 | 1891 | 1896 |
| ---- | ---- | ---- | ---- | ---- | ---- | ---- | ---- | ---- |
| 70   | 59   | 63   | 54   | 68   | 113  | 54   | 56   | 48   |

| 1901 | 1906 | 1911 | 1921 | 1926 | 1931 | 1936 | 1946 | 1954 |
| ---- | ---- | ---- | ---- | ---- | ---- | ---- | ---- | ---- |
| 44   | 54   | 67   | 45   | 51   | 48   | 42   | 38   | 31   |

| 1962 | 1968 | 1975 | 1982 | 1990 | 1999 | 2006 | 2008 | 2013 |
| ---- | ---- | ---- | ---- | ---- | ---- | ---- | ---- | ---- |
| 21   | 15   | 19   | 19   | 20   | 22   | 27   | 28   | 23   |

| 2018 | 2022 | - | - | - | - | - | - | - |
| ---- | ---- | - | - | - | - | - | - | - |
| 27   | 30   | - | - | - | - | - | - | - |

| selon la population municipale des années : | 1968 | 1975 | 1982 | 1990 | 1999 | 2006 | 2009 | 2013 |
| Rang de la commune dans le département      | 327  | 286  | 295  | 278  | 327  | 316  | 313  | 321  |
| Nombre de communes du département           | 340  | 328  | 330  | 332  | 332  | 332  | 332  | 332  |

### Enseignement
La commune ne possède pas d'école, les enfants sont scolarisés dans la commune voisine de Mirepoix.

### Activités sportives
Randonnée pédestre...

### Écologie et recyclage
La collecte et le traitement des déchets des ménages et des déchets assimilés ainsi que la protection et la mise en valeur de l'environnement se font dans le cadre de la communauté de communes du Pays de Mirepoix.
Une déchetterie intercommunale existe depuis janvier 2002 sur la commune de Mirepoix.

## Économie

### Emploi
| Division       | 2008  | 2013   | 2018   |
| -------------- | ----- | ------ | ------ |
| Commune        | 4 %   | 13,3 % | 14,3 % |
| Département    | 8,9 % | 11,1 % | 11,2 % |
| France entière | 8,3 % | 10 %   | 10 %   |

En 2018, la population âgée de 15 à 64 ans s'élève à 14 personnes, parmi lesquelles on compte 71,4 % d'actifs (57,1 % ayant un emploi et 14,3 % de chômeurs) et 28,6 % d'inactifs,. En  2018, le taux de chômage communal (au sens du recensement) des 15-64 ans est supérieur à celui du département et de la France, alors qu'en 2008 la situation était inverse.
La commune est hors attraction des villes,. Elle compte 3 emplois en 2018, contre 5 en 2013 et 3 en 2008. Le nombre d'actifs ayant un emploi résidant dans la commune est de 8, soit un indicateur de concentration d'emploi de 37,5 % et un taux d'activité parmi les 15 ans ou plus de 41,7 %.
Sur ces 8 actifs de 15 ans ou plus ayant un emploi, 2 travaillent dans la commune, soit 25 % des habitants. Pour se rendre au travail, 87,5 % des habitants utilisent un véhicule personnel ou de fonction à quatre roues et 12,5 % n'ont pas besoin de transport (travail au domicile).

### Activités hors agriculture
3 établissements sont implantés  à Sainte-Foi au 31 décembre 2019.
Le secteur de l'industrie manufacturière, des industries extractives et autres est prépondérant sur la commune puisqu'il représente 66,7 % du nombre total d'établissements de la commune (2 sur les 3 entreprises implantées  à Sainte-Foi), contre 12,9 % au niveau départemental.
Les entreprises ayant leur siège social sur le territoire communal qui génèrent le plus de chiffre d'affaires en 2020 sont : 
- Saint Georges De La Trille, production d'électricité (88 k€)

### Agriculture
|                                   | 1988 | 2000 | 2010 |
| --------------------------------- | ---- | ---- | ---- |
| Exploitations                     | 2    | 2    | 2    |
| Superficie agricole utilisée (ha) | 159  | 204  | 215  |

La commune fait partie de la petite région agricole dénommée « Coteaux de l'Ariège ». En 2010, l'orientation technico-économique de l'agriculture  sur la commune est l'élevage de bovins pour la viande. Deux exploitations agricoles ayant leur siège dans la commune sont dénombrées lors du recensement agricole de 2010 (deux en 1988). La superficie agricole utilisée est de 215 ha.

## Culture locale et patrimoine

### Lieux et bâtiments
- De style roman, la chapelle sur une butte au sud du village date vraisemblablement du XIe siècle[54], ces fresques datent du XIVe ou XVe siècle[55]. L'édifice est inscrit à l'inventaire des monuments historiques depuis 1995[54]. La chapelle a été entièrement restaurée par la commune, elle fut inaugurée en septembre 2019[55].

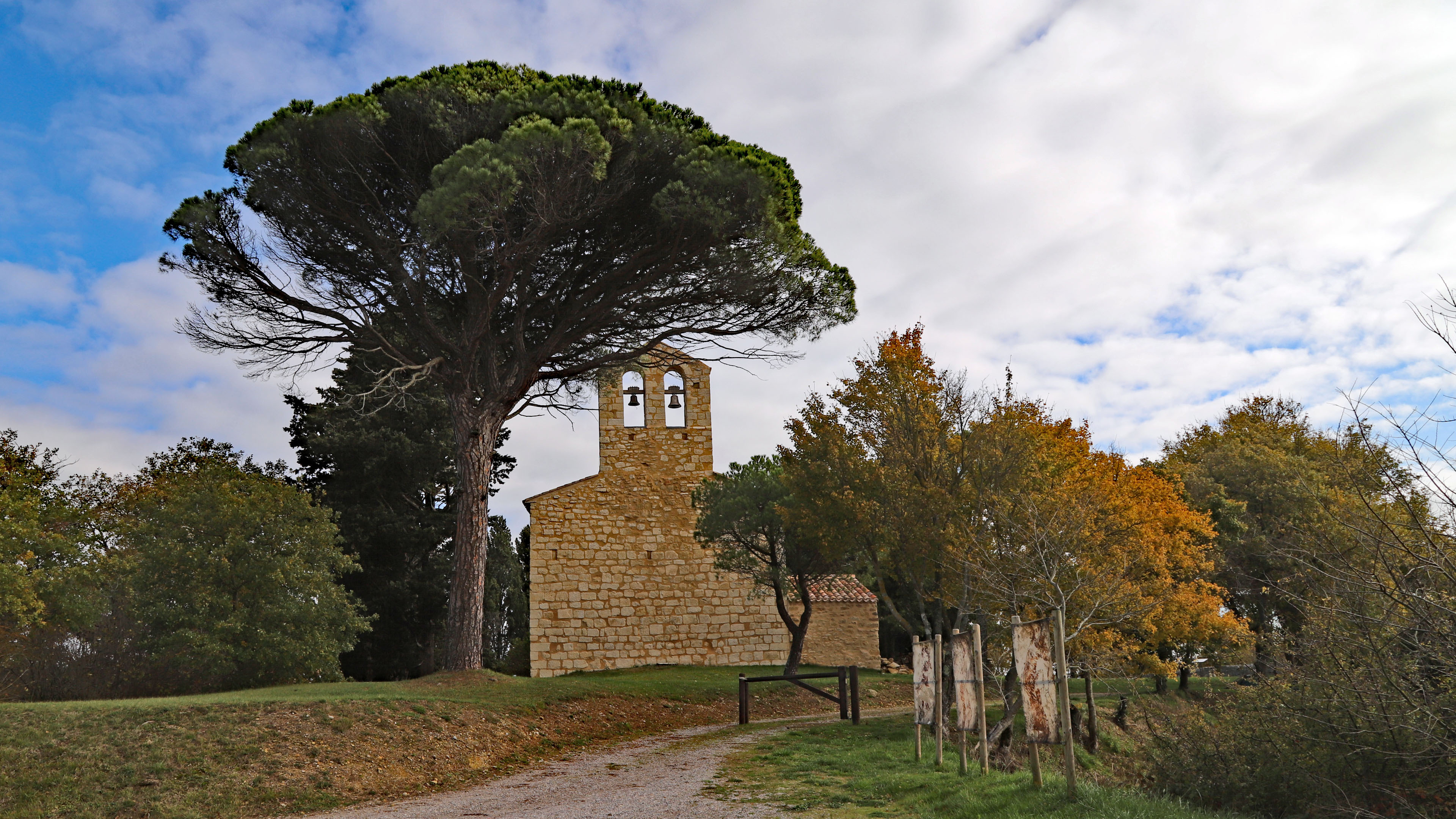
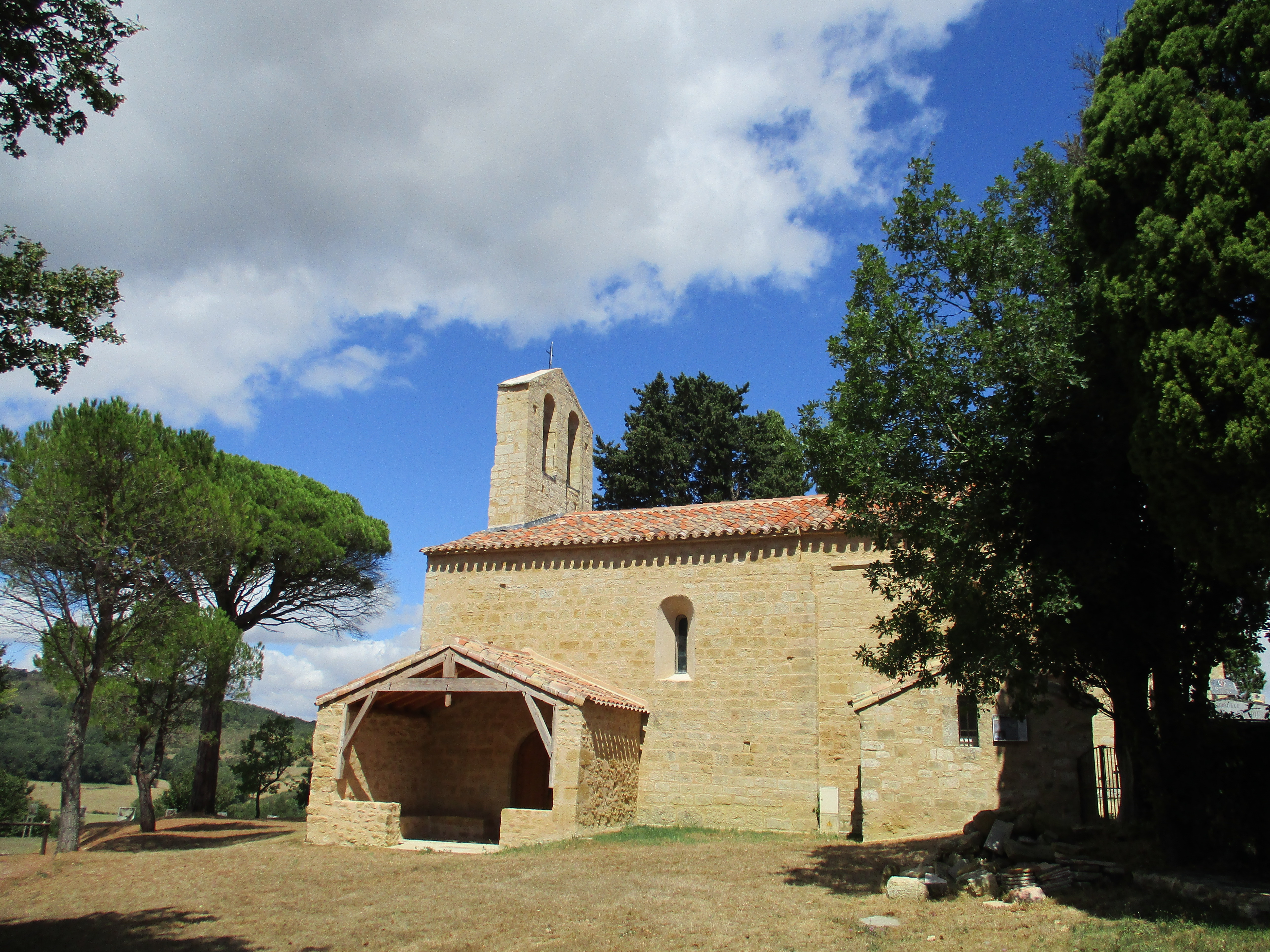
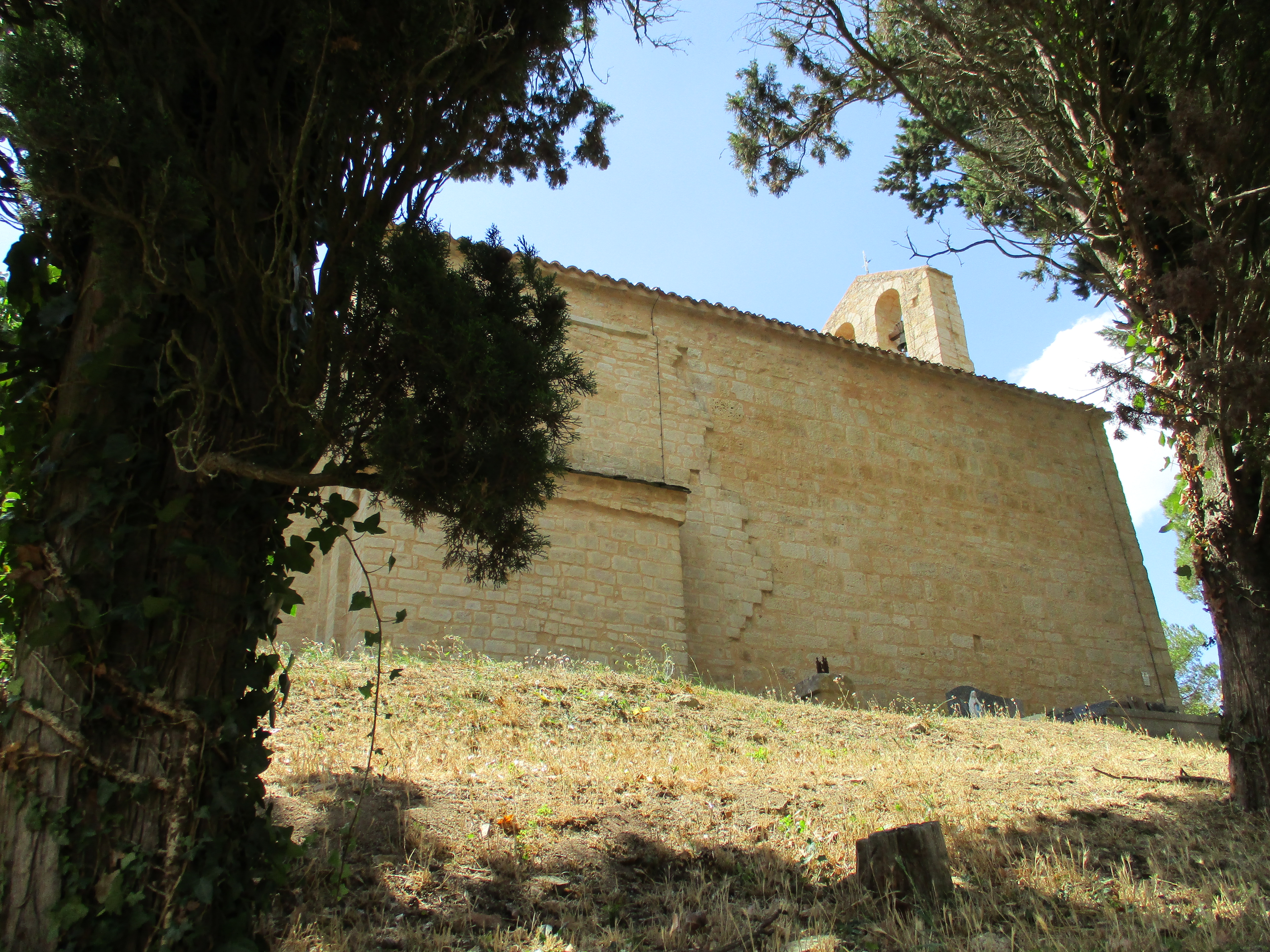
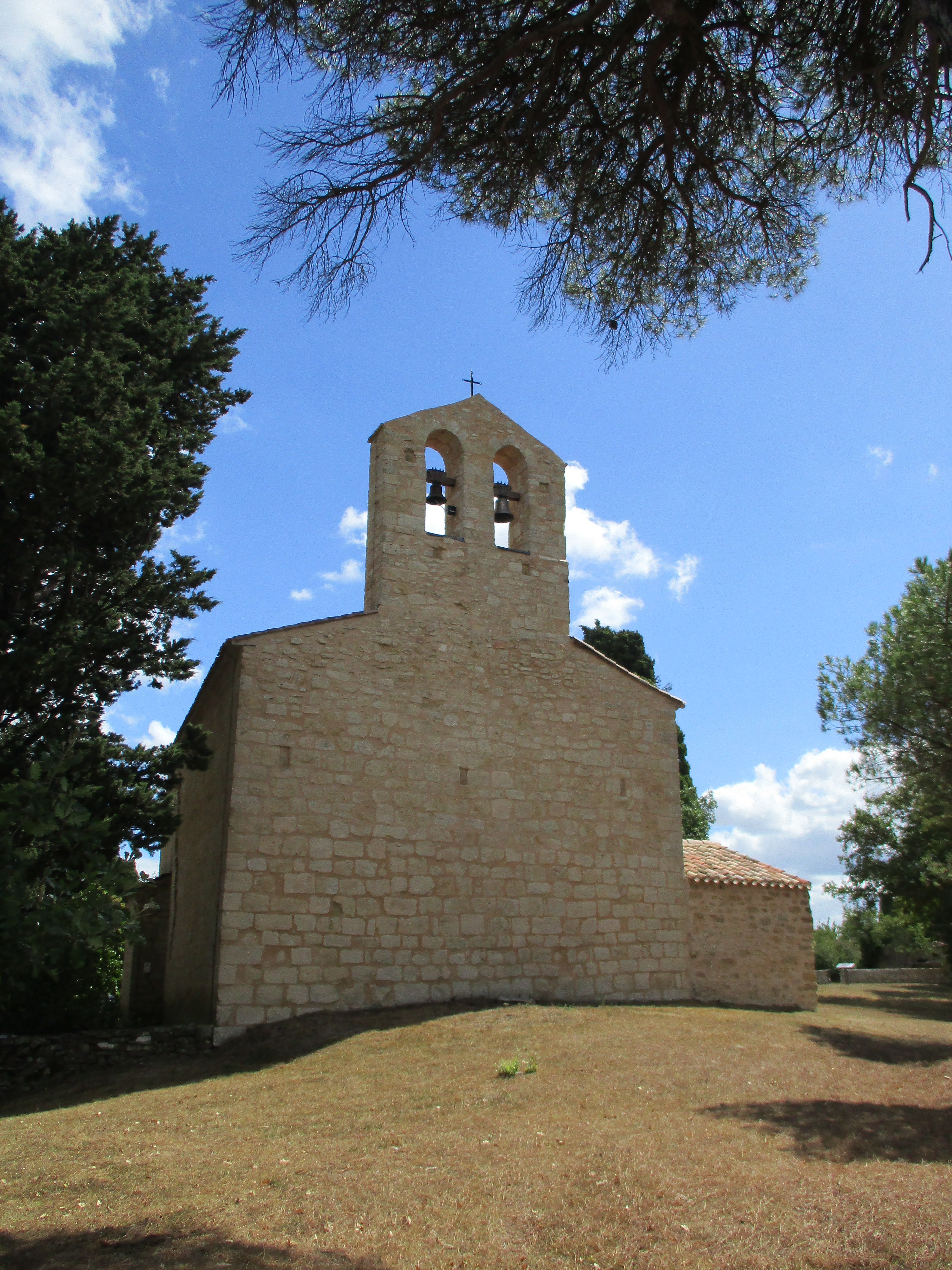
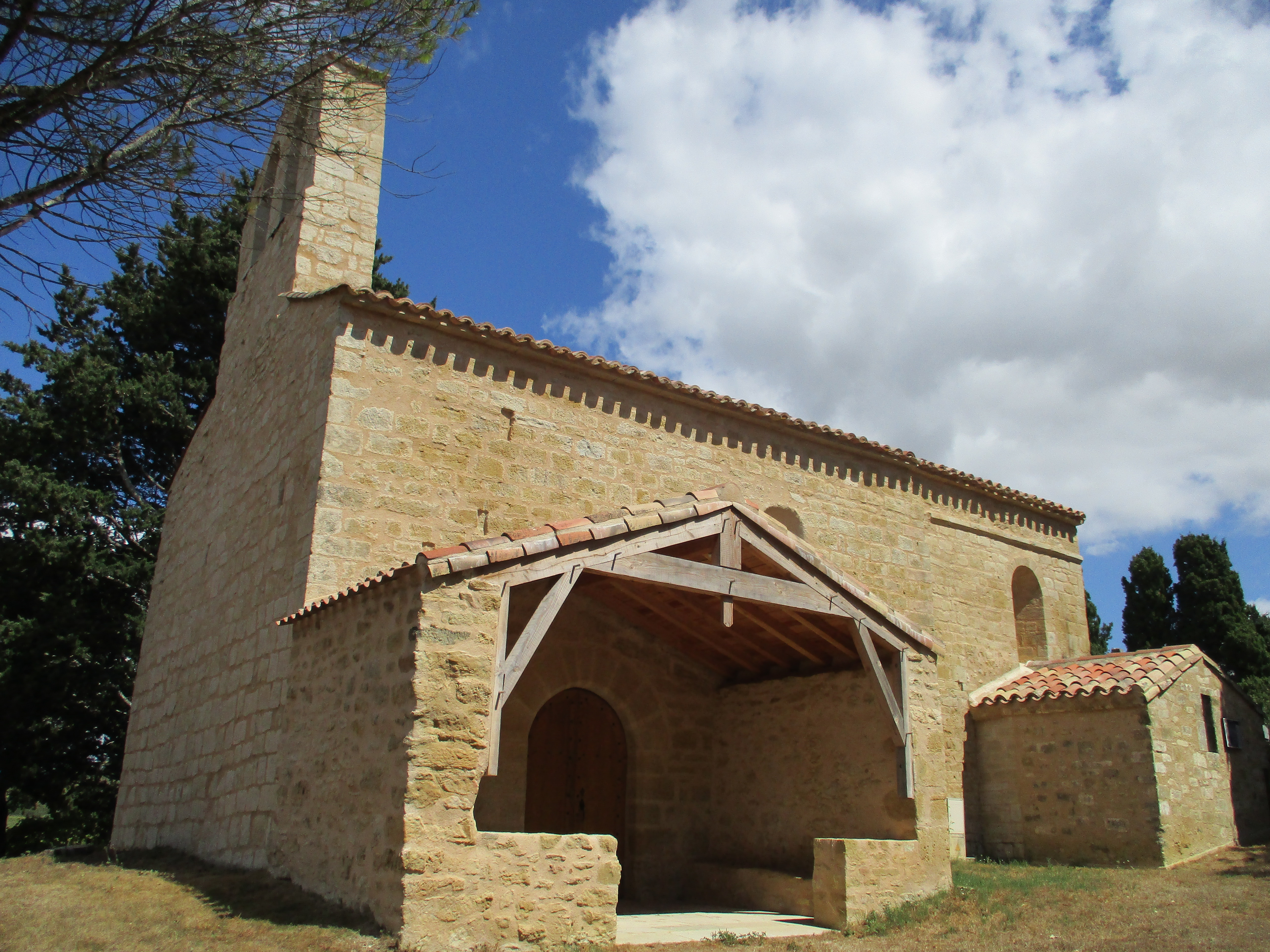
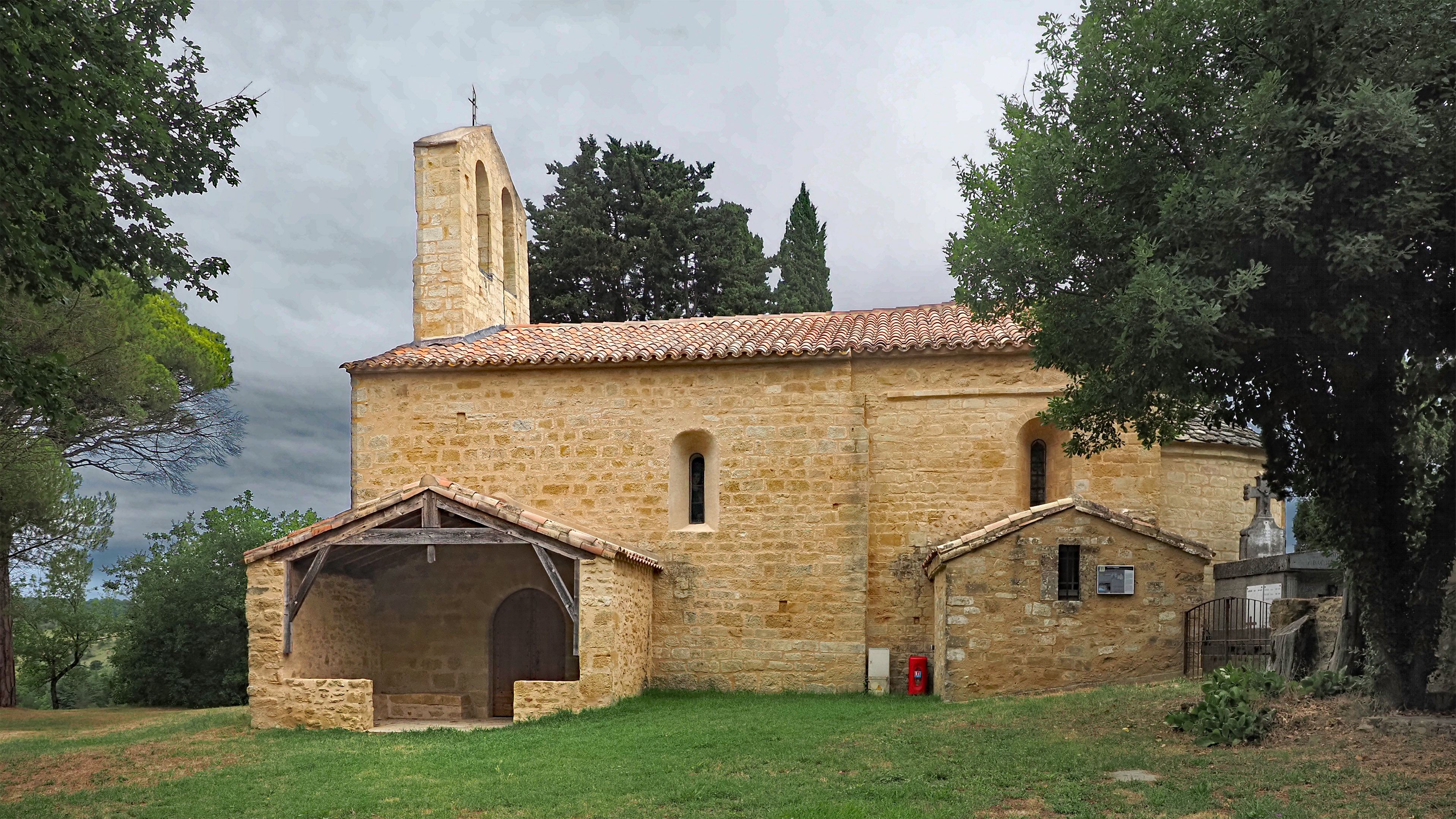

- Tour de la maison forte castrale[56], à côté de la chapelle.

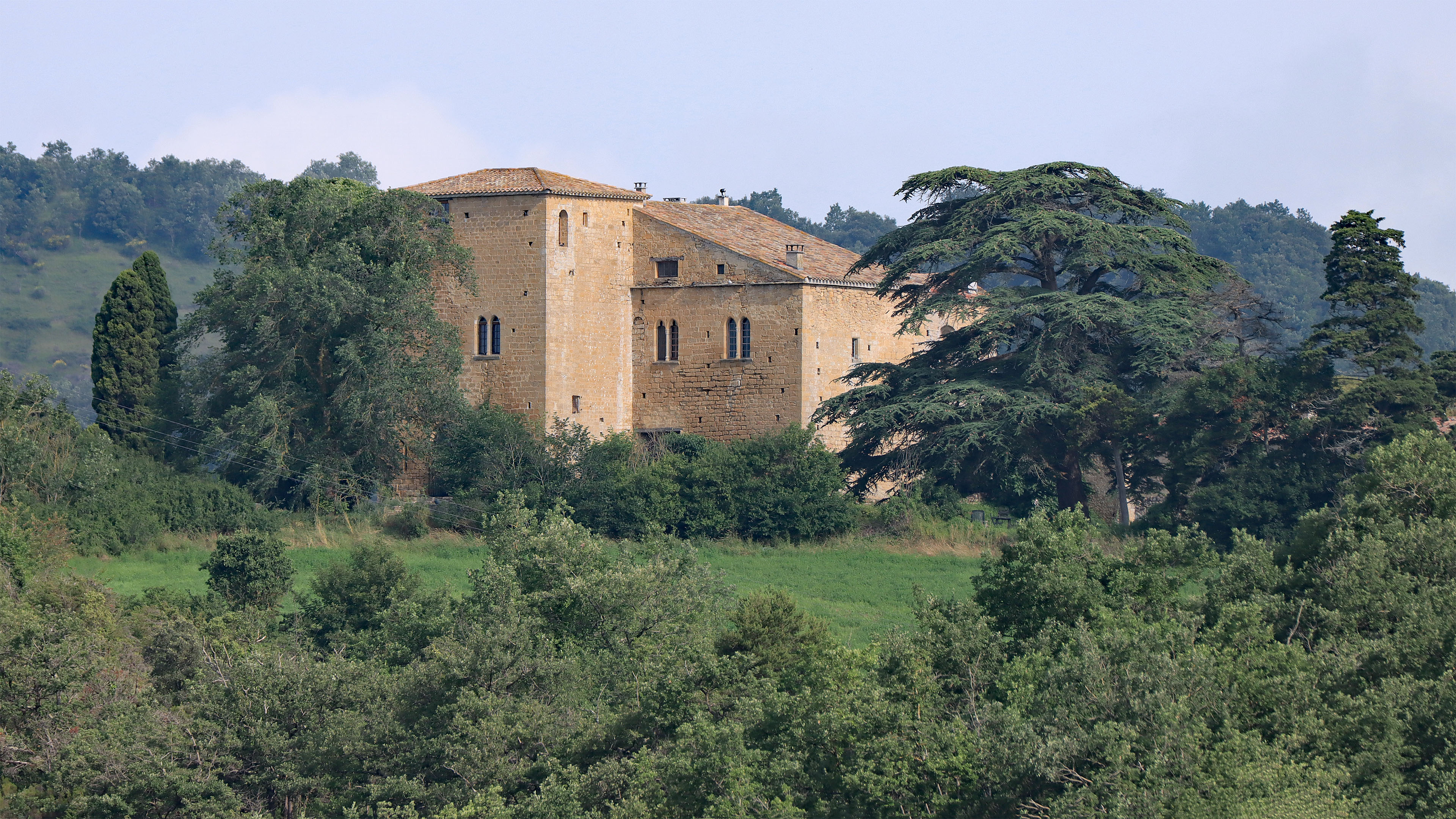
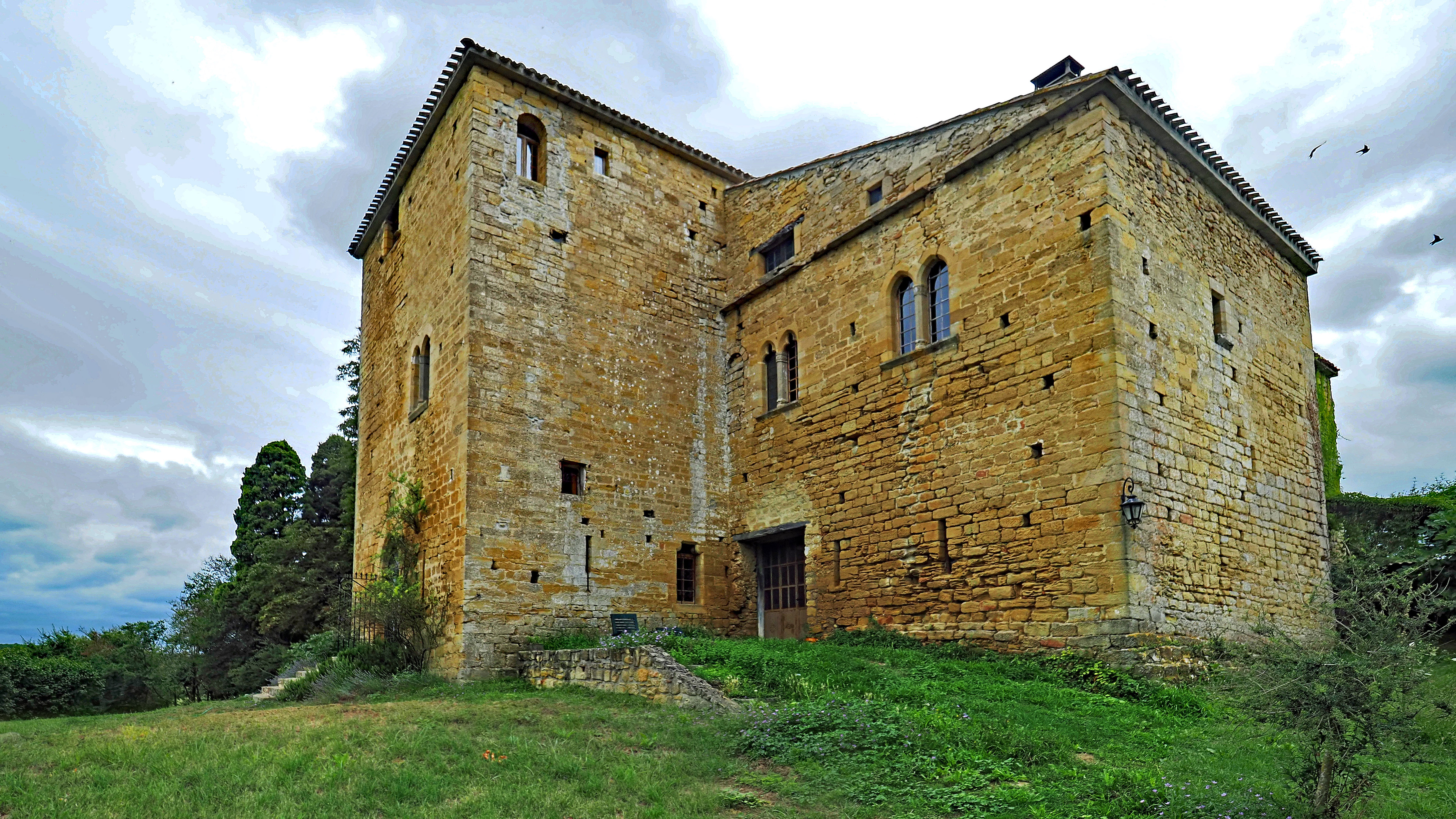
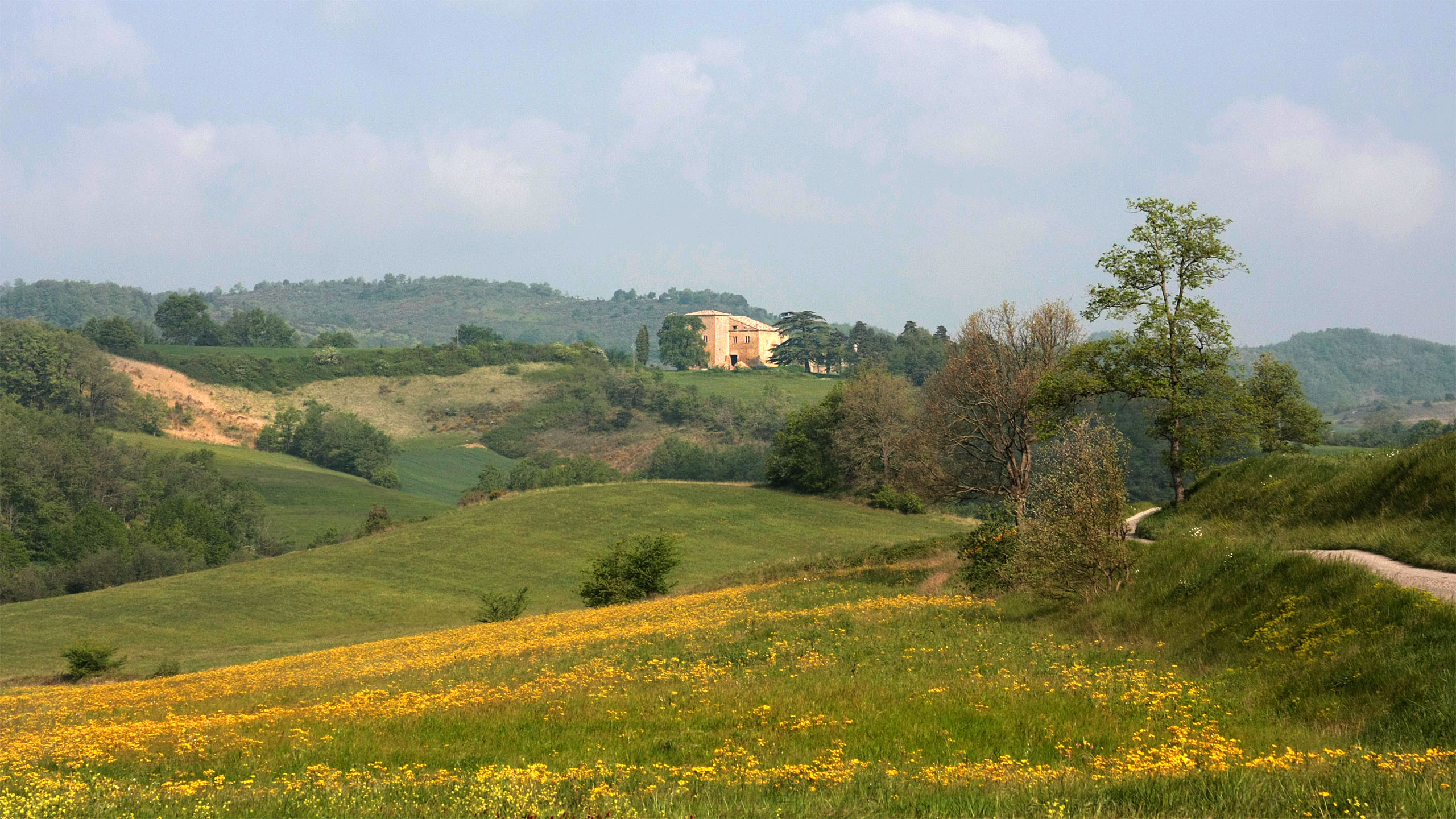
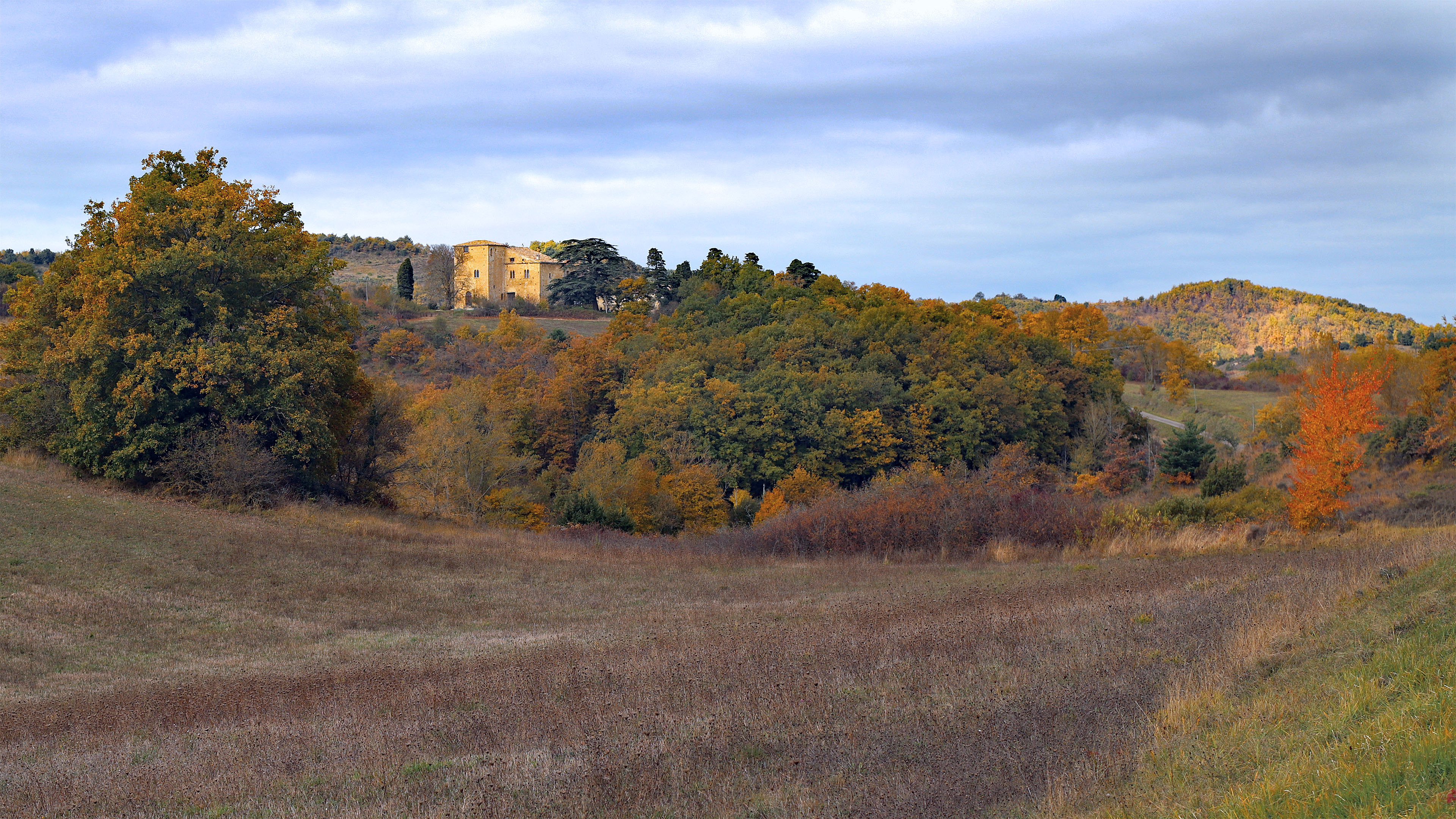
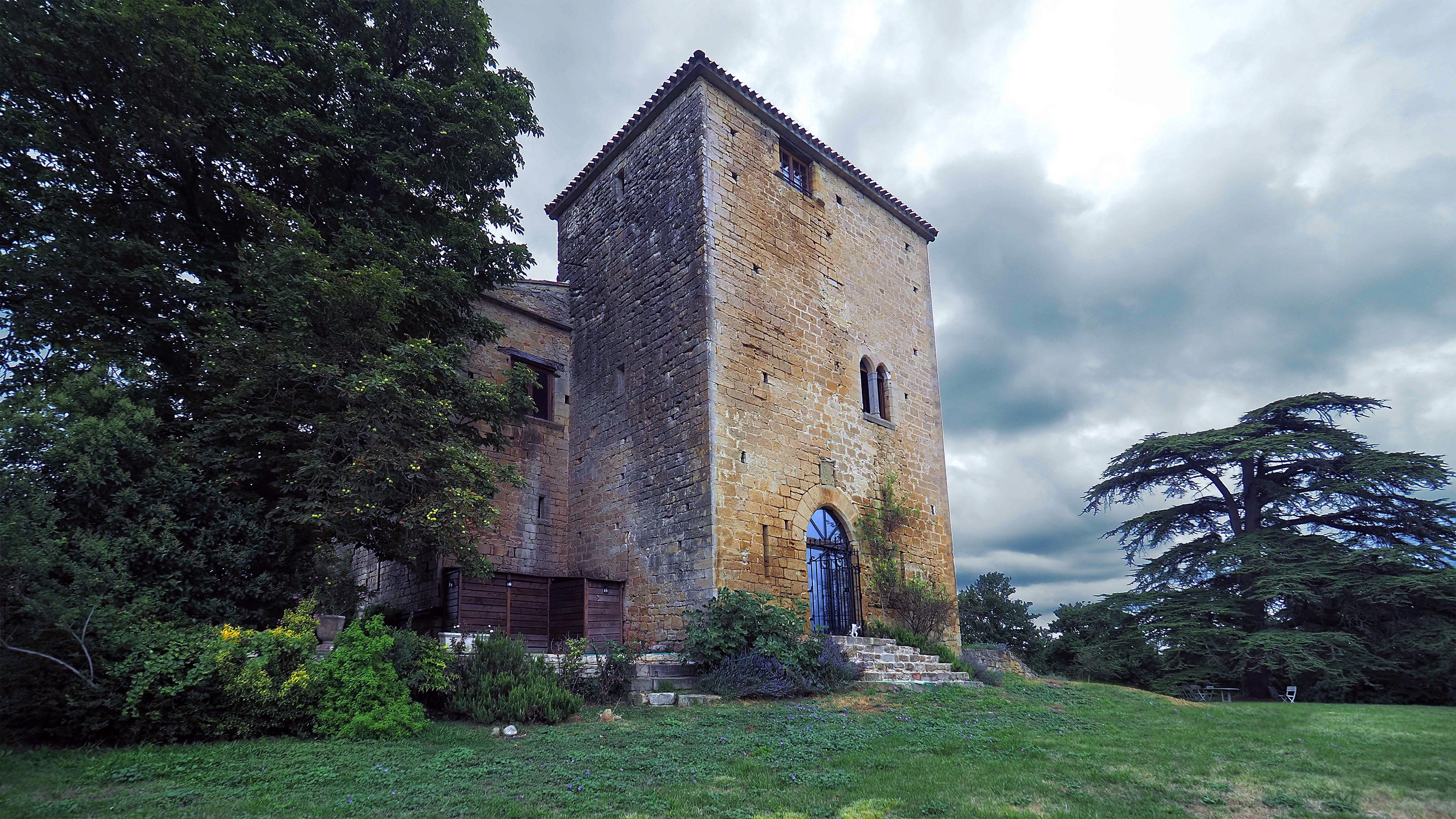
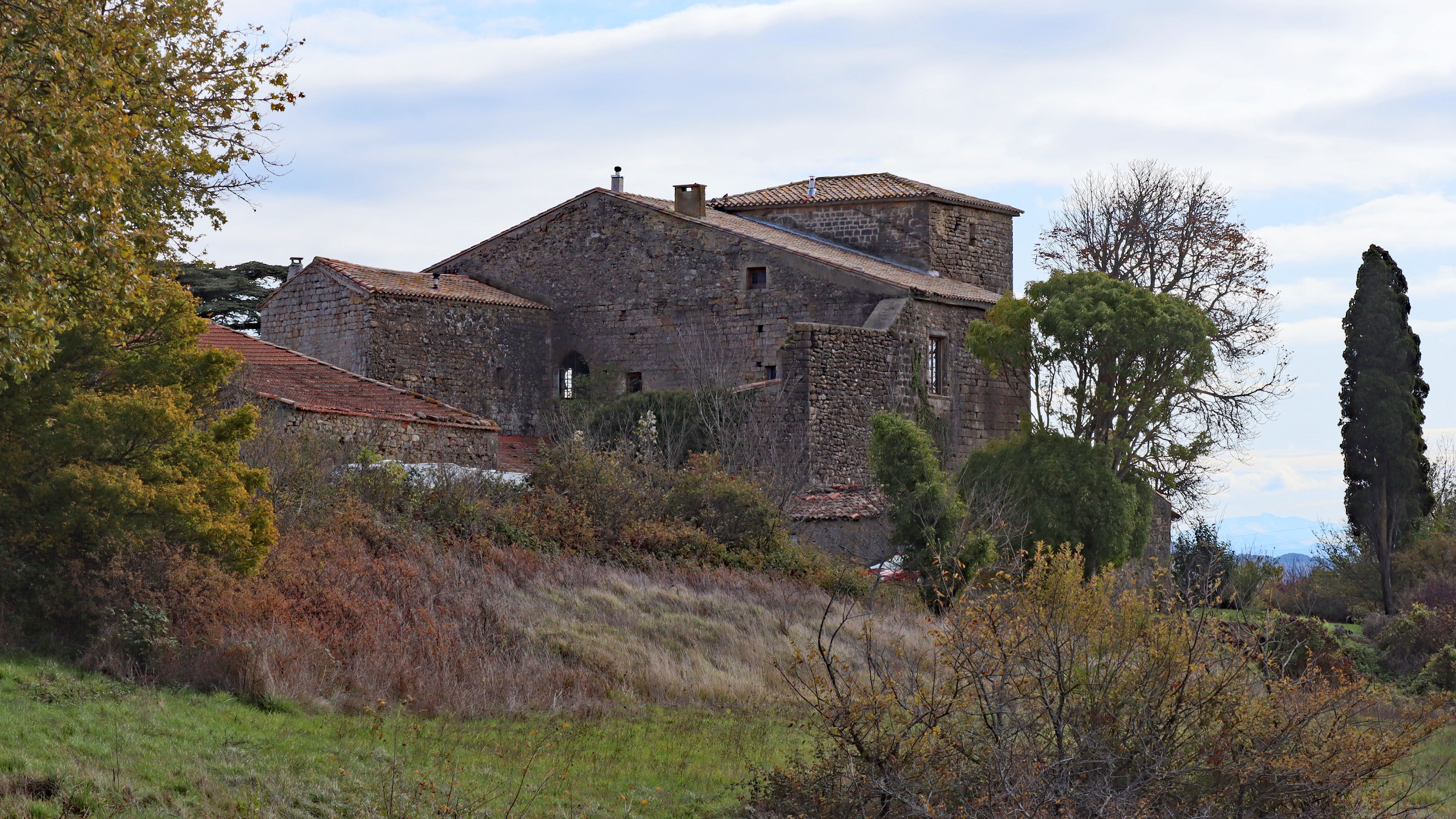

- Château vraisemblablement du XIVe siècle, dont le propriétaire fut le comte de Lautrec.

### Héraldique
| Blason de Sainte-Foi | Blason  | Coupé d'argent et d'or.                          |
| Blason de Sainte-Foi | Détails | Le statut officiel du blason reste à déterminer. |

## Pour approfondir